# Le Magicien (pel·lícula de 1898)
Le Magicien (Star Film Catalogue no. 153.) és un curtmetratge mut de trucs en blanc i negre francès del 1898 dirigit per Georges Méliès, amb un bruixot, un Pierrot i un escultor en una sèrie ràpida de Jump Cut. La pel·lícula és "un altre exercici del Jump Cut", segons Michael Brooke de BFI Screenonline, "en la tradició de les anteriors de Méliès Le Cauchemar (1896) i Le Manoir du diable (1897)."

## Sinopsi
Un mag evoca una taula i una caixa de l'aire i després desapareix mentre salta cap a la caixa. Pierrot surt de la caixa i s'asseu, quan de sobte apareix un banquet a la taula, però s'esvaeix juntament amb la taula i la cadira abans que pugui menjar. Un home amb un gipó isabel·lí li toca l'espatlla i es transforma en un escultor renaixentista. Aixecant un bust mig acabat sobre un pedestal, es disposa a posar-s'hi a treballar amb un martell i un cisell només perquè cobri vida i li arrabassés les eines. Intenta abraçar l'escultura només perquè desaparegui i reapareix en una varietat de posicions. Finalment l'home isabel·lí reapareix per donar-li una puntada de peu a la gropa.

## Estat actual
Donada la seva antiguitat, aquest curtmetratge es pot descarregar gratuïtament des d'Internet.